# ラスト・ラヴ
「ラスト・ラヴ」は、2011年3月9日より配信スタートした鈴木雅之3曲目の配信限定シングル。

## 解説
TBSテレビ系全国ネット「はなまるマーケット」エンディングテーマソング（2011年1月〜3月）。
未パッケージ化作品。
同日に「プロポーズアゲイン」も配信が開始された。

## 収録曲
1. ラスト・ラヴ
  - 作詞：松本一起・吉田Q　作曲：吉田Q